# Зонд
„Зонд" (на руски език означава „сонда“) е името на съветска космическа програма от 1964 до 1970 г. Целта ѝ е да събере информация за близките планети и тестване на космическия кораб. Мисиите са непилотирани. Мисиите са две категории.

## На база3МВ
Първите три мисии използват планетарната сонда 3МВ, която трябва да изследва Венера и Марс от орбита (Зонд 1 и Зонд 2) и Луната (Зонд 3).

## На базаСоюз 7К-Л1
Космическите апарати са конструктивно базирани на пилотирания кораб „Союз“ (без орбиталния отсек). Предназначени са за последващите пилотирани облитания на Луната в рамките на съветската пилотирана лунна програма („Зонд 4“ до „Зонд 8“), а също така и няколко неуспешни старта, които не са получили поредни номера или получили името „Космос“).

## Мисии на космическите апарати „Зонд“
| Название                   | Дата на старта | Ракета носител | Основни задачи | Ход на полета |
| „Зонд 1“ (3МВ)             | 02.04.1964     | Молния         | Проверка работата на бордовите системи, събиране на научна информация около Венера.                                | Връзката е загубена на 14.05.1964 на разстояние от Земята около 14 млн. км, неуправляемо прелитане около Венера на 14.07.1964 г. |
| "Зонд 2А" (3МВ)            | 04.06.1964     | Молния         | Проверка на бордните сустеми по траекторията към Луната за полет към Марс.                                         | Взрив на ракетата носител при старта. |
| „Зонд 2“ (3МВ)             | 30.11.1964     | Молния         | Проверка на бордните системи при полет към Марс.                                                                   | Връзката е загубена през май 1965 г., неуправляемо прелитане край Марс на 06.08.1965 г. |
| „Зонд 3“ (3МВ)             | 18.07.1965     | Молния         | Фотографиране обратната страна на Луната, предаване на снимките на Земята.                                         | Прелитане около Луната на 20.07.1965 г. |
| „Космос 146“ (Союз 7К-Л1П) | 10.03.1967     | Протон         | Тестване бордните системи на високоелиптична околоземна орбита. Изпитание на блок „Д“ на ракетата носител УР-500К. | Първото включване на блок „Д“ минава успешно. Заради проблеми в системата на управление на блока при второто му включване става отклонение от разчетната траектория. Апогеят се увеличава, а перигеят намалява, в резултат на което на втория ден от полета корабът влиза в плътните слоеве на атмосферата и изгаря. |
| „Космос 154“ (Союз 7К-Л1П) | 08.04.1967     | Протон         | Тестване на бордните системи с облитане на Луната.                                                                 | Заради отказ в системата за управление става предсрочно изхвърляне на блока с малките двигатели, осигуряващи старта на двигателната установка на блок „Д“ и корабът остава на орбита около Земята. |
| "Зонд 4А" (Союз 7К-Л1)     | 28.09.1967     | Протон         | Тестване бордните системи с облитане на Луната                                                                     | Отказва един от шестте двигателя на първата степен на ракетата носител УР-500К. Ракетата е взривена на 67-а секунда от полета. Спускаемият апарат (СА) е върнат на Земята със системата за аварийно спасение (САС). |
| "Зонд 4Б" (Союз 7К-Л1)     | 22.11.1967     | Протон         | Тестване на бордните системи с облитане на Луната.                                                                 | Не получил необходимата тяга заради един от четирите двигателя на втората степен на ракетата носител. СА е върнат на Земята с помощта на САС. |
| „Зонд 4“ (Союз 7К-Л1)      | 02.03.1968     | Протон         | Тестване на бордните системи на високоелиптична околоземна орбита, СА е върнат на Земята.                          | Корабът с помощта на блок „Д“ е изведен на високоелиптична орбита с апогей около 300 хиляди километра, но встрани от Луната (по някои данни заради избягване на гравитационното въздействие на Луната, по други – заради грешка в системата за ориентация). На 9 март при приближаване към Земята заради отказ в работата на звездния датчик не е изпълнена необходимата маневра за влизане в атмосферата. СА минава на балистичен спуск в непланиран район и е взривен от системата за самоунищожение над Гвинейския залив. |
| "Зонд 5А" (Союз 7К-Л1)     | 23.04.1968     | Протон         | Тестване на бордните системи с облитане на Луната, връщане на СА на Земята.                                        | След изхвърлянето на главния обтекател по време на работата на втората степен на ракетата носител става късо съединение в системата за управление на кораба, довело до въртене и накланяне. Сработва се системата за аварийно спасяване. Полетът е прекратен, а СА е върнат на Земята. |
| "Зонд 5Б" (Союз 7К-Л1)     | 21.07.1968     | Протон         | Тестване на бордните системи с облитане на Луната, връщане на СА на Земята.                                        | Корабът преди старта е повреден от струя течен окислител от пробит резервоар на блок „Д“. Полетът е отменен. |
| „Зонд 5“ (Союз 7К-Л1)      | 15.09.1968     | Протон         | Облитане на Луната, фотографиране на Земята, връщане на СА на Земята.                                              | Облитане на Луната на 18.09.1968 г., връщане на СА на Земята на 21.09.1968 г. в Индийския океан. |
| „Зонд 6“ (Союз 7К-Л1)      | 10.11.1968     | Протон         | Облитане на Луната, фотографиране на Земята, връщане на СА на Земята в зададения район.                            | Облитане на Луната на 14.11.1968 г., при завръщането на Земята на 17.11.1968 г. на територията на СССР СА се разбива. |
| " 7А" (Союз 7К-Л1)         | 20 януари 1969 | Протон         | Първо в света пилотирано облитане на Луната с 2-ма космонавти, връщане на СА на Земята.                            | Пилотирания полет на 08.12.1968 (и следващите) са отменени. Взрив на ракетата носител при старта на автоматичния полет, СА е върнат на Земята. |
| " 7Б" (Союз 7К-Л1С)        | 21.02.1969     | Н-1            | Облитане на Луната, връщане на СА на Земята.                                                                       | Взрив на ракетата носител на старта, СА е върнат на Земята. |
| "Зонд 7В" (Союз 7К-Л1С)    | 03.07.1969     | Н-1            | Облитане на Луната, връщане на СА на Земята.                                                                       | Взрив на ракетата носител на старта, СА е върнат на Земята. |
| „Зонд 7“ (Союз 7К-Л1)      | 08.08.1969     | Протон         | Облитане на Луната, фотографиране на Луната и Земята, изпитание на управлението на апарата от бордови компютър.    | Облитане на Луната на 11.08.1969, връщане на СА на Земята на 14.08.1969 г. Първият апарат от лунната серия „Зонд“, който безопасно би могъл да достави космонавтите на Земята. |
| „Зонд 8“ (Союз 7К-Л1)      | 20.10.1970     | Протон         | Облитане на Луната, фотографиране на Луната и Земята, отработване на вариант за кацане в северното полукълбо.      | Облитане на Луната на 24.10.1970 г., връщане на СА на Земята на 27.10.1970 г. |